# ژان اتین مونتوکلا
ژان اتین مونتوکلا (به فرانسوی: Jean-Étienne Montucla) (زاده ۵ سپتامبر ۱۷۲۵ در لیون-درگذشته ۱۸ دسامبر ۱۷۹۹ در ورسای) تاریخنگار ریاضیات بود که بیش از همه برای کتابش «تاریخ ریاضیات» نامبردار است.

## زندگینامه
او که فرزند یک تاجر بود تحصیلات مقدماتی را در نزد مسیحیان یسوعی انجام داد و سپس در تولوز تحصیل حقوق را آغازید که سرانجام ناتمام ماند. سپس به پاریس رفت و در کار چاپ آثار علمی همکاری کرد. در اینجا با ژان لو رون دالامبر آشنا شد. او به‌طور ناشناس کتابش، «تاریخ پژوهش درباره تربیع دایره» را درباره موضوع تربیع دایره که در آن زمان از موضوعات داغ جامعه ریاضیات بود انتشار داد. با انتشار این اثر دلبستگی او به تاریخ ریاضیات آغاز شد و چهار سال پس از آن اثر مهمش «تاریخ ریاضیات» را در دو جلد به چاپ رساند. در این کتاب او همه آنچه را که تا آن زمان درباره تاریخ ریاضیات دانسته شده بود گردآوری کرد. او در چاپ کتاب «گفتگوهای ریاضی و فیزیک» نوشته ژاک اوزانام مشارکت داشت. در جریان انقلاب فرانسه او شغل و درآمدش را از دست داد چرا که رابطه نزدیکی با خاندان سلطنتی داشت اما سپستر دوباره این مقام‌ها را به دست آورد و به ریاست کمیته سلامت همگانی رسید. با این حال سلامت خودش رو به وخامت می‌رفت. در سال ۱۷۹۸ تاریخ ریاضیات به چاپ دوم رسید. پس از مرگ مونتوکلا، ژروم لالاند چاپ گسترش یافته‌ای از کتاب تاریخ ریاضیات را انتشار داد.